# Bung
Bung (nep. बुङ्) – gaun wikas samiti we wschodniej części Nepalu w strefie Sagarmatha w dystrykcie Solukhumbu. Według nepalskiego spisu powszechnego z 2001 roku liczył on 842 gospodarstw domowych i 3901 mieszkańców (1976 kobiet i 1925 mężczyzn).